# Francesco Alciati (cardinale)
Francesco Alciati (Milano, 2 febbraio 1522 – Roma, 20 aprile 1580) è stato un cardinale, vescovo cattolico e giurista italiano.

## Biografia
Appartenente a una nobile famiglia milanese imparentata con quella dei marchesi de' Medici di Marignano (il casato di Pio IV), studiò giurisprudenza presso le Università di Bologna e Università degli Studi di Pavia, dove conseguì un dottorato in utroque iure sotto la guida del giureconsulto Andrea Alciati, suo parente, cui succedette come docente di diritto civile (ebbe tra i suoi allievi anche Carlo Borromeo).
Nel 1559, dopo l'elezione al Soglio di Pietro di Pio IV, si trasferì a Roma per prestare servizio presso la Curia: fu referendario del Supremo Tribunale della Segnatura Apostolica, internunzio presso il re di Boemia e datario pontificio.
Dopo averlo eletto vescovo di Civitate, il pontefice lo innalzò alla dignità cardinalizia nel concistoro del 12 marzo 1565: fu dapprima diacono di Santa Lucia in Septisolio, poi presbitero del titolo di Santa Susanna e di quello di Santa Maria in Portico.
Protettore dell'Ordine Certosino e dei regni di Spagna e Irlanda presso Sua Santità, ebbe parte notevole nell'opera di riordinamento della legislazione canonica e nella riforma del clero (fu prefetto della Congregazione del Concilio).
Morì a Roma nel 1580 e fu sepolto nella chiesa certosina di Santa Maria degli Angeli.